# Gornji Macelj
Gornji Macelj is een plaats in de gemeente Đurmanec in de Kroatische provincie Krapina-Zagorje. De plaats telt 259 inwoners (2001).